# Punta del Hidalgo
Punta del Hidalgo, también conocido como Punta Hidalgo o simplemente La Punta, es una entidad de población costera del municipio de San Cristóbal de La Laguna, en la isla de Tenerife —Canarias, España—.
Se trata de una de las zonas turísticas más importantes de La Laguna, conservando además un carácter pesquero y agrícola. Administrativamente se incluye en la Zona 5 del municipio.
En la localidad se encuentran diferentes zonas de baño, lo que la convierte en área de veraneo de muchos tinerfeños.

## Toponimia
Su nombre se debe a que, según la tradición, esta zona estaba gobernada en época guanche por un achimencey o hidalgo, Zebenzui, que en el reparto de la isla entre los diferentes reyes guanches recibió este pequeño territorio, siendo conocido por ello como el Hidalgo Pobre.

## Características
Punta del Hidalgo está situada al noroeste del macizo de Anaga, estando asentada en su mayor parte sobre una plataforma costera creada hace unos cien mil años por la erupción del conocido como volcán de El Morro o de Las Rozas.
También es la punta más saliente de la isla de Tenerife.
Se encuentra a unos 16 kilómetros del centro municipal y a una altitud media de 62 m s. n. m., localizándose su altitud máxima en la elevación conocida como Roque del Moquinal a 796 m s. n. m.
Ocupa una superficie total de 7,98 km² que engloba no sólo el núcleo urbano, sino también una amplia zona natural incluida en el espacio protegido del parque rural de Anaga.

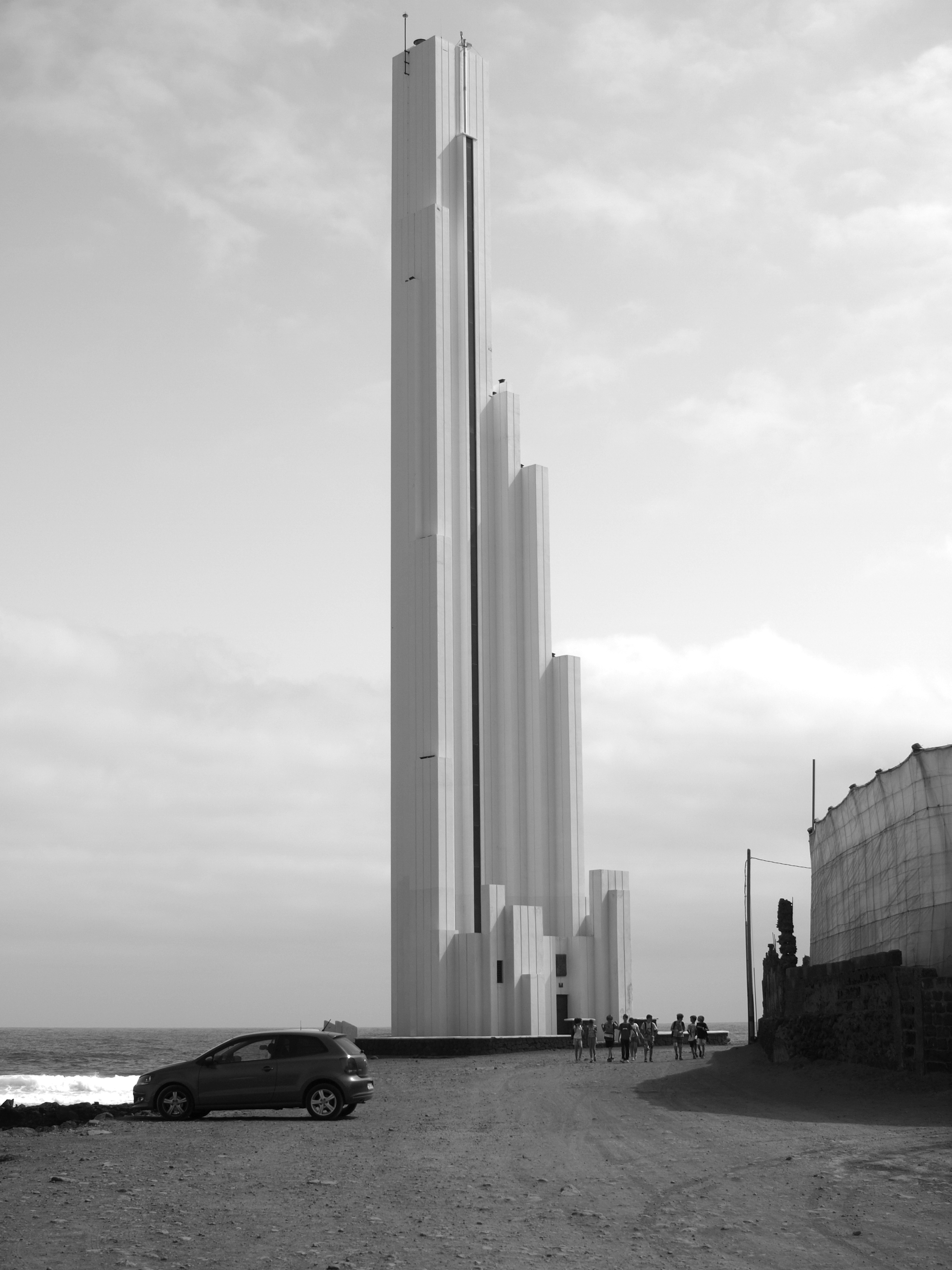
Faro de la Punta del Hidalgo

La Punta se puede dividir en los núcleos habitados diferenciados de: Punta del Hidalgo, La Hoya —Alta y Baja—, El Homicián y Urbanización Tesesinte.
La localidad cuenta con una iglesia parroquial dedicada a San Mateo Apóstol —construida con piedras extraídas de Jardina y Bajamar y que destaca por su color rojo—, dos ermitas, varias plazas públicas y parques infantiles, un consultorio médico, un puesto de la Cruz Roja, un centro ciudadano, una farmacia, una Oficina de Correos, el CEIP Punta del Hidalgo, un parque, el cementerio de San Gregorio, varios apartamentos —Altagay, Atlantis Park y Océano—, así como con instalaciones deportivas —campo municipal de fútbol, polideportivo y pista de skate— y una amplia oferta en bares y restaurantes. También cuenta con un pequeño puerto pesquero con su cofradía de pescadores, con un área de camping, varios miradores y un moderno faro.

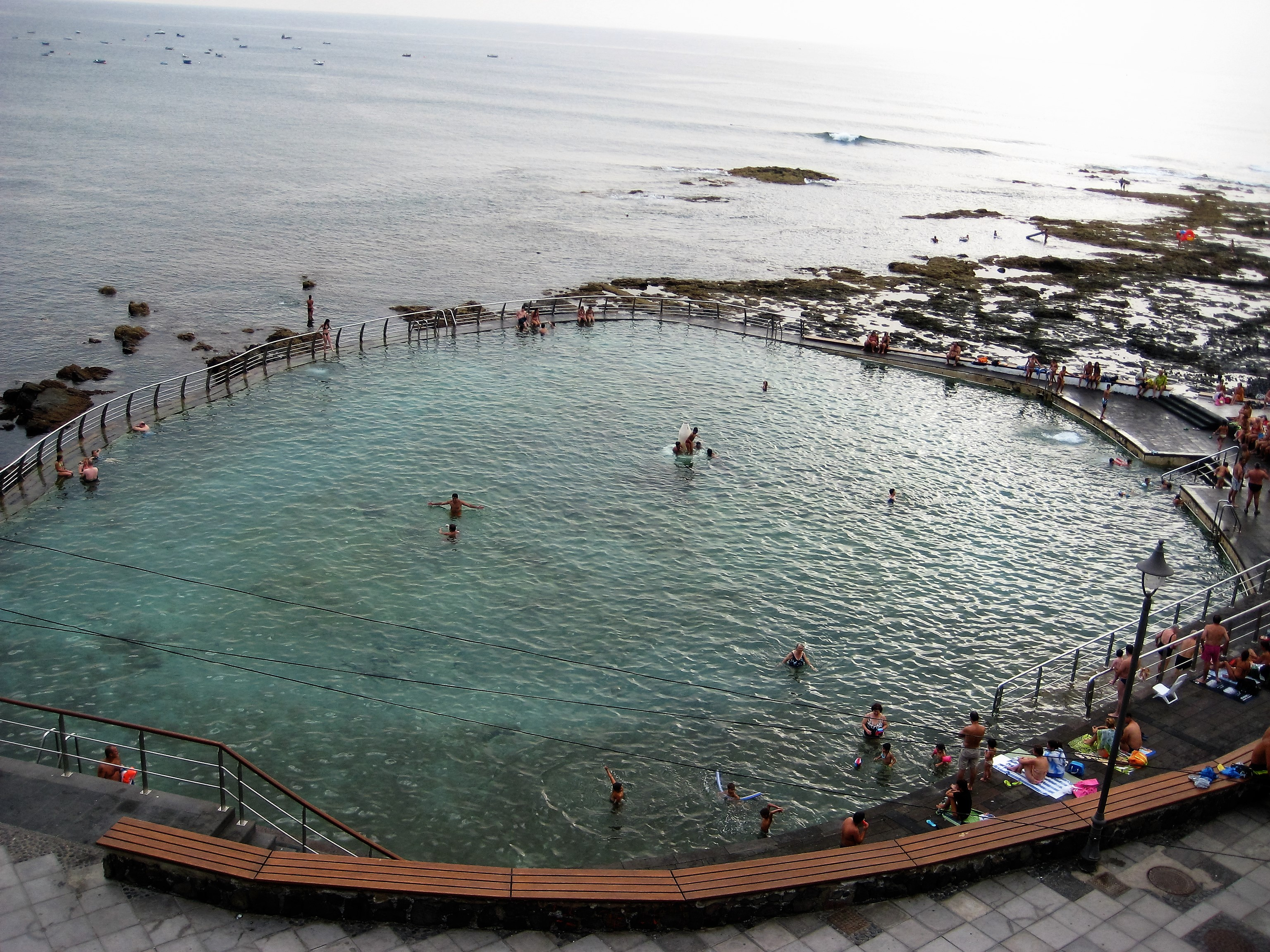
Piscina Natural en Punta del Hidalgo

A lo largo de su costa se suceden las playas de El Arenal, El Roquete, Arenisco y Los Troches. También cuenta con piscinas naturales y charcos adaptados para el baño.
También cuenta con una réplica de la Torre del conde de San Sebastián de La Gomera, y con los monumentos dedicados al grupo folclórico Los Sabandeños, que surgió en la localidad, y a Sebastián Ramos el Puntero, exponente de la música tradicional canaria.
En su paisaje destacan las elevaciones conocidas como Roque de los Dos Hermanos, Aguacada y Roque la Pedrera.

## Demografía
| Año        | 2000  | 2001  | 2002  | 2003  | 2004  | 2005  | 2006  | 2007  | 2008  | 2009  | 2010  | 2011  | 2012  | 2013  | 2014  | 2015  | 2016  | 2017  | 2018  | 2019  |
| ---------- | ----- | ----- | ----- | ----- | ----- | ----- | ----- | ----- | ----- | ----- | ----- | ----- | ----- | ----- | ----- | ----- | ----- | ----- | ----- | ----- |
| Habitantes | 1 932 | 1 973 | 2 070 | 2 104 | 2 183 | 2 235 | 2 338 | 2 345 | 2 461 | 2 582 | 2 628 | 2 639 | 2 647 | 2 503 | 2 538 | 2 544 | 2 539 | 2 491 | 2 479 | 2 471 |

## Historia
En la época guanche el territorio de La Punta formaba una unidad política independiente del resto de reinos o menceyatos, quedando entre los bandos de Anaga y Tegueste. La tradición habla de dos de sus gobernantes, conocidos como Aguahuco y Zebenzuí, este último partícipe en los acontecimientos de la conquista.
Durante la conquista de la isla entre 1494 y 1496, la Punta del Hidalgo formó parte de los conocidos como bandos de guerra, aquellos reinos guanches que combatieron a los europeos.
Terminada la contienda en 1496, Alonso Fernández de Lugo comenzó con los repartimientos de tierras y otros bienes entre los conquistadores y colonos. La Punta fue entregada a Diego Sardina en 1504.

Diego Sardina. Un barranco con su agua que ha nombre Tedixe, que está en cabo de todos los llanos de la Punta del Hidalgo al ¿pie? de la montaña que es sobre la caleta, con las tierras que con él pudiéredes aprovechar. 14.10.1504. Que digo que vos do las dichas (aguas) si no fuere dada con condición que si fuere agua para regar que seáis obligado a sacalla y hacer un ingenio de bestias, lo cual mando al escribano que lo asiente. El Adelantado.
Las Datas de Tenerife (Libro primero de Datas por testimonio). Francisca Moreno Fuentes.

Otros beneficiarios en la zona fueron Alvar González de las Alas, Sebastián Norman, Bartolomé Rodríguez de Porcuna, Francisco de Flandes, Afonso González y los gomeros Hernando Aguaberque y su hijo, Juan Remandes y Pedro Mexacar.
Punta del Hidalgo fue poblada desde comienzos del siglo xvi por colonos portugueses y gomeros.
La Punta contó con alcalde pedáneo o de lugar desde el siglo xvii, convirtiéndose en municipio en 1812 al amparo de la Constitución de Cádiz. Su territorio abarcaba el espacio comprendido desde el barranco de San Juan y el Lomo de Isogue hasta la cumbre por el oeste, y el barranco de Taborno por el este. El municipio incluía al pago de Las Montañas, formado por los caseríos del macizo de Anaga de Las Carboneras, Chinamada, Bejía y Los Batanes.

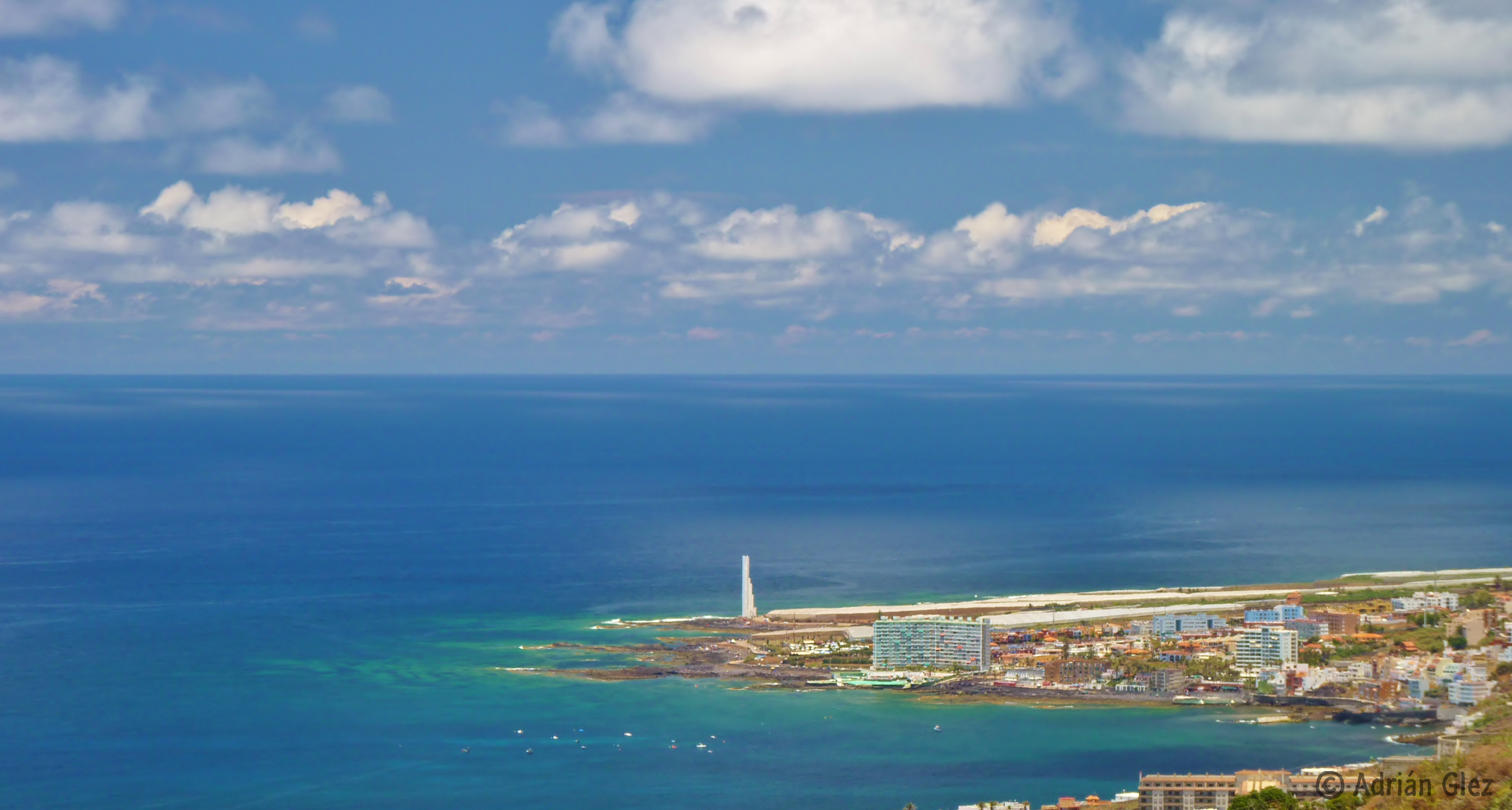
Punta del Hidalgo desde Tejina

En 1847 el municipio desaparece al ser anexionado el territorio de La Punta al ayuntamiento de Tejina, mientras que el pago de Las Montañas es agregado a San Cristóbal de La Laguna. Finalmente, en 1850, Tejina y La Punta quedan definitivamente agregados al término municipal de La Laguna.
Era una localidad tradicionalmente pesquera y de agricultores que durante el auge del turismo en Canarias en la década de 1960, se transformó en una de las principales zonas turísticas del norte de Tenerife, junto al Puerto de la Cruz y Bajamar (La Laguna), y perdió fuerza en la década de los 80.

## Economía
Aunque gran parte de la población se dedica al sector servicios dentro y fuera de la localidad, La Punta conserva una pequeña flota pesquera, así como plantaciones de plataneras y explotaciones ganaderas —cabras, ovejas y gallinas—.

## Fiestas
Punta del Hidalgo celebra sus fiestas patronales en honor de san Mateo en el mes de septiembre.
Otras fiestas importantes de la localidad son la de San Juanito en junio, con Paseo Romero que parte desde la parroquia de San Mateo hasta la ermita de San Juan Bautista ubicada en la zona costera conocida como Punta del Güigo. También se celebran otros actos populares.
También es muy concurrida la festividad de la Virgen del Carmen en el mes de julio. Estas fiestas se dividen en dos celebraciones; una procesión terrestre y otra marítima. La primera se celebra el día 16, cuando los vecinos del lugar llevan la imagen desde la capilla del Carmen situada en la zona de El Tagoro hasta la Hoya de Arriba. Muchos de los vecinos decoran el recorrido de la procesión con flores y plantas que sacan de sus casas, banderillas y globos, haciendo de esto un aporte decorativo con participación vecinal. La procesión marítima, por su parte, tiene su fecha fijada por las mareas, siendo siempre en domingo.

## Comunicaciones
Se llega a la localidad a través de la Carretera Bajamar-Punta del Hidalgo TF-13.

### Transporte público
La localidad cuenta con parada de taxi en la calle del Océano Atlántico.
En autobús —guagua— queda conectada mediante las siguientes líneas de TITSA: 
| Línea | Trayecto                                                                   | Recorrido     |
| ----- | -------------------------------------------------------------------------- | ------------- |
| 050   | La Laguna - Tegueste - Bajamar - Punta del Hidalgo                         | Horario/Línea |
| 105   | Santa Cruz - Punta del Hidalgo (por La Laguna)                             | Horario/Línea |
| 224   | La Laguna - Valle de Guerra - Tejina (por El Boquerón) - Punta del Hidalgo | Horario/Línea |

### Caminos
Hasta La Punta conducen varios caminos aptos para la práctica del excursionismo, entre los que se encuentran dos de los homologados en la Red de Senderos de Tenerife:
- Sendero PR-TF 10 Cruz del Carmen - Punta del Hidalgo.
- Sendero PR-TF 11 Cruz del Carmen - El Batán - Punta del Hidalgo.

## Personas destacadas
- Chago Melián (1948-): cantautor y pintor.
- Olga Ramos (cantante) (1932-) : folklore.